# Alexandre Michaud de Beauretour
 (mai 2017).
Pour les articles homonymes, voir Michaud.
Alexandre Michaud, comte de Beauretour (en russe : Александр Францевич Мишо), né le 19 janvier 1771 à Nice (alors comté de Nice du royaume de Sardaigne) et mort le 22 juillet 1841 à Palerme (Royaume des Deux-Siciles), est un aide camp du tsar et un général de l'armée russe.

## Famille
Originaire de Nice, il est le fils de Jean-François Michaud, ingénieur et de Marie-Antonia Raynaud

## Au service du royaume de Sardaigne
Alexandre Michaud commence sa carrière militaire en 1792 en se mettant à la tête de 300 volontaires décidés comme lui pour barrer le passage à une colonne révolutionnaire qui marchait sur Nice. la résistance qu’il leur oppose au vallon de Magnan le fait remarquer par les Sans-culottes qui le portent sur les listes des aristocrates condamnés a la lanterne. Il doit alors quitter Nice et rejoindre sa famille qui avait émigré en Piémont. Il s'engage dans l’armée et devient officier dans le régiment des pionniers et fait la campagne des Alpes jusqu'au traité de Churasco
.

## Au service du tsar
Il part ensuite pour Naples, Rome puis Corfou. Là, il reprend du service et, comme officier de génie, est employé aux fortifications. Les événements ayant forcé le roi de Naples à demander des secours à la Russie, une flotte russe vient bientôt occuper les îles Ioniennes pour y rétablir l’ordre ébranlé par l’anarchie. Le comte Mocenigo, ministre plénipotentiaire du tsar Paul Ier de Russie l'engage à prendre du service en Russie et de le suivre à Moscou. En très peu de temps, il devient aide de camp du tsar, place rarement accordée à des étrangers.
Après la paix de Tilsitt en 1807), il suit les troupes russes en Crimée, et il entre en campagne en Bessarabie, où il reçoit la croix de l'Ordre de Saint-Vladimir, au combat contre les Turcs à Ismaïl. Là, il s’illustre sur le Danube ce qui lui a valu le grade de major et la croix de Saint-Georges. Il fait ensuite prisonnier un corps de 30 000 hommes. À cette occasion, le tsar lui fait parvenir l’Ordre de Sainte-Anne en brillants et le grade de lieutenant-colonel.
En 1812, lorsque l’empereur Napoléon Ier marche sur Vilna, Michaud est convoqué au conseil de guerre par l’empereur Alexandre Ier de Russie, pour délibérer sur le plan général de défense.  Il encourage le tsar à continuer de se battre sur la haute Bérézina, pour couper à Napoléon sa ligne de retraite (novembre 1812).
En 1813, il prend part à la Campagne d’Allemagne, où il reçoit la croix de Saint Léopold d’Autriche. En octobre de la même année, il est à la bataille de Leipzig. Il est nommé général aide de camp du tsar et décoré de Ordre de l'Aigle rouge. En 1814, le général Michaud participe au siège de Paris.
En 1815, au Congrès de Paris, il use de son influence auprès du tsar pour la restitution du duché de Savoie et du comté de Nice au roi de Piémont. Alexandre 1er, le charge, au nom des souverains alliés, d’inviter le roi Victor-Emmanuel Ier de Sardaigne, à revenir dans ses États. En remerciement, le roi de Sardaigne accorde à Alexandre Michaud le titre de comte de Beauretour (Beauretour n'est pas un lieu mais le rappel du "beau retour" du souverain dans son royaume
).
Après 1818, le général Michaud remplit plusieurs missions diplomatiques pour le tsar, puis pour son frère le grand-duc Nicolas qui, en 1825, lui succédant au trône, confirme Michaud dans son grade de général aide de camp et le décore du grand-cordon de Sainte-Anne. En 1826, il reçoit le grade de lieutenant-général.
Malade, il revint à Turin. En 1841 il se rend à Palerme dont il pensait le climat meilleur pour sa santé, mais il y meurt le 22 juillet 1841. Il décède sans postérité.

## Distinctions
- Ordre des Saints-Maurice-et-Lazare
- Ordre de Saint-Vladimir
- Ordre impérial et militaire de Saint-Georges
- Ordre de Sainte-Anne
- Ordre impérial de Léopold
- Ordre de l'Aigle rouge
- Ordre royal et militaire de Saint-Louis